# Jo Goyeneche
José Ignacio Goyeneche (nacido en 1979) más conocido como Jo Goyeneche (n. La Plata, Provincia de Buenos Aires, Argentina, 13 de julio de 1979) es un cantante y compositor de rock argentino, reconocido por ser la voz líder, guitarrista, y compositor de la agrupación de rock indie y rock alternativo, llamada Valentín y los Volcanes, desde 2009 hasta el presente. Desde hace varios años trabaja como montajista de cine de autor y es docente y tutor de tesis en la Escuela Nacional de Experimentación y Realización Cinematográfica.

## Biografía
Nació en la ciudad de La Plata hijo del escritor Jorge Goyeneche y de la poeta Genoveva Ruiz de Arcaute, ambos partícipes activos de la Revista Humor. Estudió música en el Bachillerato de Bellas Artes. A los 12 años vio tocar en vivo en el salón de actos de su escuela primaria a Embajada Boliviana, en lo que fue el primer recital en vivo de esta mítica banda, a partir de esa experiencia decidió dedicarse a la música.

## Valentín y los Volcanes
Luego de formar diferentes bandas en la escuela secundaria, en el año 2008 formó Valentín y los Volcanes, una de las bandas consideradas más relevantes de la nueva generación de agrupaciones independientes aparecidas en esta década, según medios especializados de Argentina y de Latinoamérica. Forjando un estilo propio que continúa la tradición de las bandas de rock alternativo de los 90s como Pixies, Pavement, My Bloody Valentine y Guided by Voices, como también de la tradición del rock argentino de los 80s y 90s como Virus y Estelares.

## Bandas Sonoras
En 2013 Jo Goyeneche compone la banda sonora original de la película Rocío Recorder que es seleccionada en la categoría Mejor banda sonora original del 28.º Festival Internacional de Cine de Mar del Plata.

## Las letras
Muchos medios coinciden en nombrarlo como uno de los más relevantes poetas jóvenes del rock. En 2015 fue convocado a participar como poeta junto a notables personalidades de la cultura y la política como Horacio González, Eugenio Raúl Zaffaroni, María Isabel Chorobik de Mariani y Liliana Herrero en la muestra fotográfica por el Día Internacional de los Derechos Humanos y la Democracia por la Defensoría del Pueblo de la Provincia de Buenos Aires.